# ۱۳۹۳ (قمری)
۱۳۹۳ (قمری)، هزار و سیصد و نود و سومین سال در گاهشماری هجری قمری است. اول محرم این سال برابر با چهارم فوریه سال ۱۹۷۳ میلادی است.

## وابسته
- مهدی الهی قمشه‌ای